# George Tobias
George Tobias (New York, 14 luglio 1901 – Los Angeles, 27 febbraio 1980) è stato un attore statunitense.

## Biografia
Nato da una famiglia ebraica di New York, George Tobias iniziò la sua carriera di attore in California, lavorando con la compagnia teatrale Pasadena Playhouse. Per diversi anni proseguì la carriera con compagnie di giro, fino ad arrivare a Broadway e, alla fine degli anni trenta, a Hollywood. Nel 1939 siglò un contratto con la Warner Brothers e divenne uno dei caratteristi più noti di questa casa produttrice. In ruoli di supporto fu al fianco di grandi divi della Warner, come James Cagney nei drammi Zona torrida (1940), La città del peccato (1940), nelle commedie Bionda fragola (1941) e Sposa contro assegno (1941), e nel biografico Ribalta di gloria (1942).
Sempre nel 1941 interpretò il ruolo di "Pusher" Ross, il soldato la cui morte in battaglia convince Alvin York (Gary Cooper) a imbracciare il fucile nel celebre film bellico Il sergente York (1941) di Howard Hawks. A questo ruolo ne seguirono altri in numerosi film di guerra del periodo, come Arcipelago in fiamme (1943), al fianco di John Garfield, Il giuramento dei forzati (1944), con Humphrey Bogart, e Obiettivo Burma! (1945), accanto a Errol Flynn.
Nella seconda metà degli anni quaranta Tobias continuò a recitare per il cinema, comparendo in film quali Sinbad il marinaio (1947), Stasera ho vinto anch'io (1949), toccante dramma sul mondo della boxe, e il western L'uomo dell'est (1951). Progressivamente passò alla televisione e apparve in numerose serie di successo come Indirizzo permanente (1958-1960) e Avventure in paradiso (1959-1961). Ma il ruolo che gli diede la maggiore notorietà fu quello di Abner Kravitz, il vicino di casa indulgente e dotato di grande pazienza nella serie Vita da strega con Elizabeth Montgomery, comparendo in 54 episodi dal 1964 al 1971.
Tobias apparve ancora sporadicamente sul grande schermo, nel western Una pallottola per un fuorilegge (1964) e nella commedia La mia spia di mezzanotte (1966). Più frequenti furono le sue partecipazioni a serie televisive, tra le quali sono da ricordare Organizzazione U.N.C.L.E. (1966), Una famiglia americana (1972-1973), Medical Center (1972-1976) e Starsky & Hutch (1976). La sua ultima apparizione fu in un episodio di Tabitha (1977), sequel di Vita da strega, in cui riprese il personaggio di Abner Kravitz.
Mai sposatosi, Tobias si ritirò dalle scene nel 1977 e morì tre anni più tardi, il 27 febbraio 1980, all'età di settantotto anni, per un cancro alla vescica.

## Filmografia

### Cinema
- The Lunatic, regia di  Harry Garson (1927)
- Yes, My Darling Daughter, regia di William Keighley (1939)
- Maisie, regia di Edwin L. Marin (1939)
- They All Come Out, regia di Jacques Tourneur (1939)
- Ninotchka, regia di Ernst Lubitsch (1939) (non accreditato)
- Balalaika, regia di Reinhold Schünzel (1939)
- Notre Dame (The Hunchback of Notre Dame), regia di William Dieterle (1939)
- Music in My Heart, regia di Joseph Santley (1940)
- Saturday's Children, regia di Vincent Sherman (1940)
- Zona torrida (Torrid Zone), regia di William Keighley (1940)
- L'uomo che parlò troppo (The Man Who Talked Too Much), regia di Vincent Sherman (1940)
- Strada maestra (They Drive By Night), regia di Raoul Walsh (1940)
- River's End, regia di Ray Enright (1940)
- Calling All Husbands, regia di Noel M. Smith (1940)
- The Baron and the Rose, regia di Basil Wrangell (1940)
- La città del peccato (City for Conquest), regia di Anatole Litvak (1940)
- Non mi ucciderete (East of the River), regia di Alfred E. Green (1940)
- A sud di Suez (South of Suez), regia di Lewis Seiler (1940)
- Bionda fragola (The Strawberry Blonde), regia di Raoul Walsh (1941)
- Con mia moglie è un'altra cosa (Affectionately Yours), regia di Lloyd Bacon (1941)
- Fuori dalla nebbia (Out of the Fog), regia di Anatole Litvak (1941)
- Il sergente York (Sergeant York), regia di Howard Hawks (1941)
- Sposa contro assegno (The Bride Came C.O.D.), regia di William Keighley (1941)
- The Tanks Are Coming, regia di B. Reeves Eason (1941)
- Captains of the Clouds, regia di Michael Curtiz (1942)
- Ribalta di gloria (Yankee Doodle Dandy), regia di Michael Curtiz (1942)
- Juke Girl, regia di Curtis Bernhardt (1942)
- Wings for the Eagle, regia di Lloyd Bacon (1942)
- Mia sorella Evelina (My Sister Eileen), regia di Alexander Hall (1942)
- Arcipelago in fiamme (Air Force), regia di Howard Hawks (1943)
- Mission to Moscow, regia di Michael Curtiz (1943)
- This Is the Army, regia di Michael Curtiz (1943)
- Thank Your Lucky Stars, regia di David Butler (1943)
- Il giuramento dei forzati (Passage to Marseille), regia di Michael Curtiz (1944)
- Tra due mondi (Between Two Worlds), regia di Edward A. Blatt (1944)
- Make Your Own Bed, regia di Peter Godfrey (1944)
- Obiettivo Burma! (Objective, Burma!), regia di Raoul Walsh (1945)
- Il romanzo di Mildred (Mildred Pierce), regia di Michael Curtiz (1945) (non accreditato)
- Tragico destino (Her Kind of Man), regia di Frederick de Cordova (1946)
- Una luce nell'ombra (Nobody Lives Forever), regia di Jean Negulesco (1946)
- Gallant Bess, regia di Andrew Marton (1946)
- Sinbad il marinaio (Sinbad, the Sailor), regia di Richard Wallace (1947)
- My Wild Irish Rose, regia di David Butler (1947)
- Capitano Casanova (Adventures of Casanova), regia di Roberto Gavaldón (1948)
- Stasera ho vinto anch'io (The Set-Up), regia di Robert Wise (1949)
- The Judge Steps Out, regia di Boris Ingster (1949)
- Se mia moglie lo sapesse (Everybody Does It), regia di Edmund Goulding (1949)
- Il segreto del carcerato (Southside 1-1000), regia di Boris Ingster (1950)
- L'uomo dell'est (Rawhide), regia di Henry Hathaway (1951)
- Il marchio del rinnegato (Mark of the Renegade), regia di Hugo Fregonese (1951)
- Il falco di Bagdad (The Magic Carpet), regia di Lew Landers (1951)
- I 10 della legione (Ten Tall Men), regia di Willis Goldbeck (1951)
- Desert Pursuit, regia di George Blair (1952)
- La storia di Glenn Miller (The Glenn Miller Story), regia di Anthony Mann (1954)
- Eravamo sette fratelli (The Seven Little Foys), regia di Melville Shavelson (1955)
- Il vestito strappato (The Tattered Dress), regia di Jack Arnold (1957)
- La bella di Mosca (Silk Stockings), regia di Rouben Mamoulian (1957)
- Vertigine (Marjorie Morningstar), regia di Irving Rapper (1958)
- Il mio amore con Samantha (A New Kind of Love), regia di Melville Shavelson (1963)
- Una pallottola per un fuorilegge (Bullet for a Badman), regia di R.G. Springsteen (1964)
- Sfida sotto il sole (Nightmare in the Sun), regia di John Derek e Marc Lawrence (1965)
- La mia spia di mezzanotte (The Glass Bottom Boat), regia di Frank Tashlin (1965)
- The Phynx, regia di Lee H. Katzin (1970)
- Tora! Tora! Tora!, regia di Richard Fleischer e Kinji Fukasaku (1970) (non accreditato)

### Televisione
- Your Mrs. Brooks – serie TV, 2 episodi (1954-1955)
- Telephone Time – serie TV, episodio 3x02 (1957)
- Climax! – serie TV, episodio 4x11 (1957)
- Studio One – serie TV, 1 episodio (1958)
- Letter to Loretta – serie TV, 1 episodio (1958)
- Hudson's Bay – serie TV, 19 episodi (1959)
- Laramie – serie TV, 1 episodio (1959)
- Tightrope – serie TV, episodio 1x27 (1960)
- Overland Trail – serie TV, 1 episodio (1960)
- The Deputy – serie TV, 1 episodio (1960)
- The Rebel – serie TV, 1 episodio (1960)
- Indirizzo permanente (77 Sunset Strip) – serie TV, 2 episodi (1958-1960)
- One Happy Family – serie TV, 1 episodio (1961)
- Avventure in paradiso (Adventures in Paradise) – serie TV, 8 episodi (1959-1961)
- Gli intoccabili (The Untouchables) – serie TV, 1 episodio (1961)
- Sam Benedict – serie TV, 1 episodio (1962)
- I'm Dickens, He's Fenster – serie TV, 1 episodio (1963)
- L'impareggiabile Glynis (Glynis) – serie TV, episodio 1x10 (1963)
- Polvere di stelle (Bob Hope Presents the Chrysler Theatre) – serie TV, 1 episodio (1964)
- Perry Mason – serie TV, 1 episodio (1964)
- The Joey Bishop Show – serie TV, 1 episodio (1964)
- Organizzazione U.N.C.L.E. (The Man from U.N.C.L.E.) – serie TV, 1 episodio (1967)
- Love, American Style – serie TV, 1 episodio (1969)
- Mannix – serie TV, 1 episodio (1970)
- Vita da strega (Bewitched) – serie TV, 54 episodi (1964-1971)
- Una famiglia americana (The Waltons) – serie TV, 3 episodi (1972-1973)
- Insight – serie TV, 1 episodio (1973)
- Medical Center – serie TV, 4 episodi (1972-1976)
- Starsky & Hutch – serie TV, episodio 2x01 (1976)
- Switch – serie TV, 1 episodio (1977)
- Tabitha – serie TV, 1 episodio (1977)

## Doppiatori italiani
- Carlo Romano in Ninotchka, Zona torrida, Arcipelago in fiamme (ridoppiaggio 1949), Sinbad il marinaio, La storia di Glenn Miller, Il vestito strappato
- Cesare Polacco in La città del peccato, L'uomo dell'est, Una pallottola per un fuorilegge
- Stefano Sibaldi in Notre Dame, Bionda fragola
- Mario Besesti in Sposa contro assegno, Obiettivo Burma!
- Giorgio Piamonti in Non mi ucciderete
- Alberto Sordi in L'uomo che parlò troppo
- Giuseppe Rinaldi in Il sergente York (ridoppiaggio 1955)
- Luigi Pavese in La bella di Mosca
- Giorgio Capecchi in Il mio amore con Samantha
- Roberto Villa in Vita da strega (ridoppiaggio 1979)
- Adolfo Geri in Starsky & Hutch
- Pino Locchi in La storia di Glenn Miller (ridoppiaggio 1987)